# Бодо, Жанна
Жанна Бодо (фр. Jeanne Baudot; 11 мая 1877, Курбевуа — 27 июня 1957, Лувесьен) — французская художница.

## Биография
Эмиль Бодо, отец Жанны, был врачом у родственников французского художника Огюста Ренуара, когда те жили в Лувесьене. В 1893 году Жанна познакомилась с Огюстом Ренуаром через своего двоюродного брата Поля Гайимара, коллекционера произведений искусства.
Жан Ренуар впоследствии следующим образом вспоминал об этом знакомстве:
...шестнадцатилетняя Жанна Бодо. Она была дочерью главного врача Компании западных железных дорог. К великому удивлению родителей, которые оказались в роли курицы, высидевшей утёнка, их дочь стала заниматься живописью и восхищалась Ренуаром

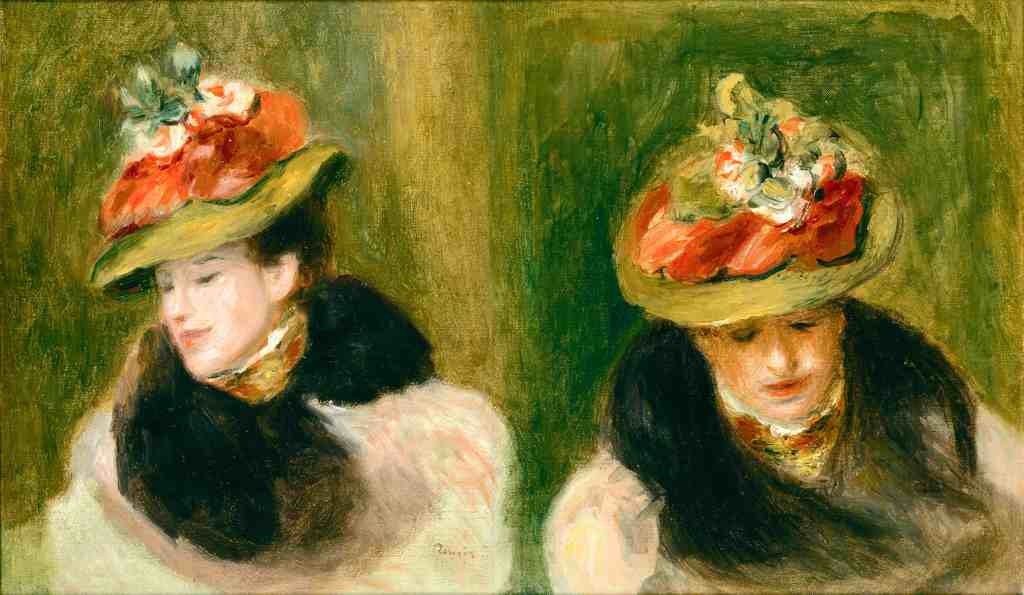
Пьер-Огюст Ренуар. Портрет Жанны Бодо в три четверти и анфас. 1896

С 1897 по 1914 год Бодо проживала на улице генерала Леклерка, дом 4 в Лувесьене, где у Ренуара была мастерская. Она стала крёстной матерью второго сына Огюста Ренуара — Жана Ренуара, который был крещён в церкви Сен-Пьер-де-Монмартр. На протяжении всей своей жизни Бодо поддерживала тёплые отношения с крестником, который прославился как кинорежиссёр. Среди прочего, он написал предисловие к каталогу ретроспективной выставки её работ, прошедшей в 1960 году в галерее Дюран-Рюэль.
Сам же Огюст Ренуар написал несколько портретов Жанны Бодо. Она также была запечатлена на картине Мориса Дени Огюст Ренуар и м-ль Жанна Бодо (1906 год). В детстве Жанна дружила с будущей художницей Жюли Мане, дочерью художницы Берты Моризо и Эжена Мане, младшего брата Эдуарда Мане. Она неоднократно упоминалась на страницах дневника Эжена Мане.
Одна из улиц Лувесьена ныне носит имя Жанны Бодо.

## Творчество
Жанна Бодо писала портреты, пейзажи и натюрморты, особое место в её творчестве занимали цветы и пейзажи Лувесьена и Марли. Будучи верной ученицей Огюста Ренуара, она рисовала под его непосредственным наблюдением.
В начале XX века она проживала в Северной Африке, что привело к появлению в её творчестве живописных и наполненных светом работ.
В 1949 году Жанна Бодо написала книгу «Ренуар, его друзья, его модели» (фр. Renoir, ses amis, ses modèles).

## Выставки
- 1966, Париж, Галерея Дюран-Рюэля, Dame & Demoiselles — Blanche Hoschedé, Jeanne Baudot, Paule Gobillard,[7] с 16 июня по 29 июля 1966.
- 1960, Париж, Галерея Дюран-Рюэля, Rétrospective Jeanne Baudot. 1877—1957,[4] с 23 января по 13 февраля 1960.
- 1950, Париж, Галерея Дюран-Рюэля, с 28 апреля по 15 мая 1950.
- 1930, Париж, Галерея Дрю,[8] с ноября по декабрь 1930.
- 1925, Париж, Салон Тюильри.
- 1906, Париж , Салон Независимых.
- 1905, Париж, Осенний салон.